# 東京テレメッセージ

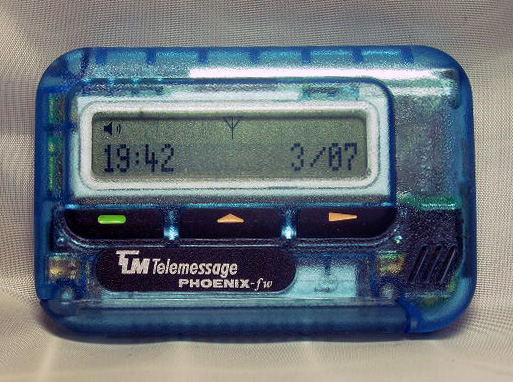
モトローラ製 PHOENIX-fw　1995年製

東京テレメッセージ株式会社（とうきょうテレメッセージ）は、日本の電気通信事業者。沖縄県を除く全国をサービスエリアとして、自治体向けの「280MHzデジタル同報無線システム」のサービスを提供している。
1986年から2019年9月までは首都圏（一都三県）をサービスエリアとして280MHz帯無線呼び出し（ページャー）サービスを提供していた。2007年3月にNTTドコモがポケットベルサービスを終了してからは長らく当社と沖縄テレメッセージ（両社の親会社はMTSキャピタル）のみがサービスを提供していたが、2017年2月に沖縄テレメッセージがサービスを終了したため、2017年3月以降は280MHz帯無線呼出し（ポケベル波）の免許を持っている唯一の事業者である。また、2019年9月30日には自社のページャーサービスも終了した。
同じ名前の法人格としては1986年設立の初代｢東京テレメッセージ｣と、2008年10月にYOZANから会社分割により設立された現在の2代目「東京テレメッセージ」の2つがあるが、無線呼出し局免許や事業内容、従業員などに同一性が認められる。

## 概要

### 初代
日本テレコム（国鉄・JRグループ系）、東京電力などの出資で1986年設立。
テレメの通称で知られ、1980年代にポケットベル通信事業者として全国に次々と地域テレメッセージが設立される先駆け的存在。1990年代中盤の爆発的なポケットベル人気の中でNTTドコモ（クイックキャスト）と並んで加入者を急増させたが、1997年頃から携帯電話やPHSに取って代わられテレメッセージ各社は軒並み苦境に追い込まれた。
1999年に、主要株主（日本テレコム、三井物産、東電、三菱商事、住友商事、日商岩井、日本モトローラ）間の調整が進まず、会社更生法の適用申請を行い日本テレコム、東電、三井物産の3社が事業管財人となり事業継続に向け再建を図った。筆頭株主となったボーダフォングループの日本テレコム（現在のソフトバンク）がスポンサーとなり会社更生計画が策定され、社名も東京ウェブリンクに変更された（代表取締役 高木健次）。その後2001年12月4日に第三世代携帯電話(W-CDMA)用の集積回路設計・研究開発などを手掛けていたYOZAN（当時は鷹山）に株式が譲渡され、社名はマジックメールに変更された。

### 2代目
YOZANは2001年12月に東京ウェブリンクを買収し、社名をマジックメールと変えて無線呼出し電波の特性から自治体向けの緊急時通信サービスなどの新事業を模索した。また、2002年4月に東電系新電電の東京通信ネットワークから不振となっていたPHS事業を買収することを発表し、2002年8月に子会社のマジックメールにPHS事業を譲受させ、2002年10月にはYOZANがマジックメールを吸収合併した。しかし年間40億円の赤字を抱えるPHS事業部門の買収は経営の重荷となり、2006年6月にはPHS事業のサービスを終了したものの、PHS基地局の撤去費用などを引当計上することになった2007年度には100億円の債務超過となった。
当時YOZANの最大債権者は米系ヘッジファンドのDKRオアシスであったが、継続事業の無線呼出しサービスを継続するため2008年10月1日、YOZANは無線呼出し事業をPHS事業から切り離す会社分割を実施しDKRオアシスからの追加ファイナンスを確保した。会社分割により設立された新会社の社名は「東京テレメッセージ」とされ、2代目東京テレメッセージが誕生した。

## 事業内容

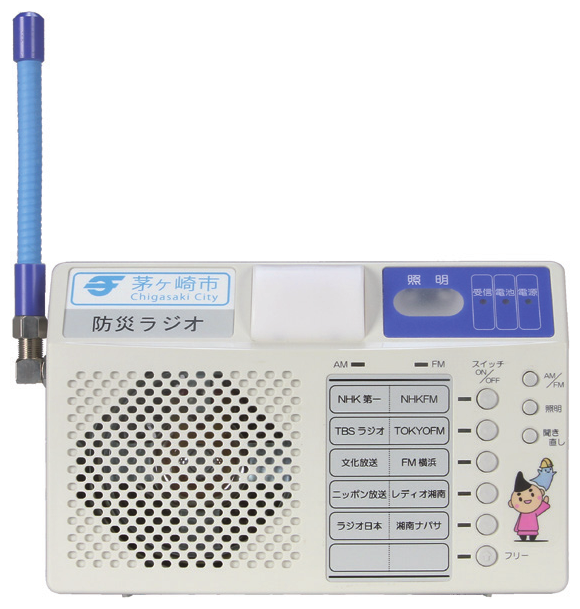
280MHzデジタル同報無線システムの防災ラジオ TTR11A

- 地域情報配信サービス - 280MHz帯無線呼出し電波を使って自治体が防災情報などを住民に伝達する手段として活用するサービス。防災情報だけでなく福祉情報等の情報伝達も可能。
- D-FAX - FAXをパソコンで受信できるサービス。子会社の東京テレメッセージサービスが運営。
- マジックメール - 無線でメッセージを送信するポケットベルサービス。2019年9月サービス終了[2][3]。
- 280MHzデジタル同報無線システム - 市町村防災行政無線（同報系）の代替システム[4]。文字情報で伝送されるため、音声は受信機の内蔵音と合成音声の組み合わせになる。2019年2月時点で、北海道から長崎県まで全国で24の自治体で導入されている[1]。

2008年10月の会社分割で新会社となった｢東京テレメッセージ｣の経営にはYOZANの旧経営陣があたったが、DKRオアシスの期待した地域情報配信サービスの全国展開に成果はなく、売上減少が続き首都圏の無線呼出しインフラ維持費の負担から毎年赤字が累積した。
DKRオアシスは2008年のリーマンショックの影響から他のファンドへの売却を進めたが、赤字会社の事業に興味を示すファンドはなく、結局DKRオアシスの元東京支店長らが2010年8月にMTSキャピタルを設立して、東京テレメッセージの不良債権をすべて買い取った。
2011年にはYOZAN宛債権の担保権実行により東京テレメッセージをYOZANから完全に切り離して100％子会社とし、翌年にはMTSキャピタルから社長を派遣してリストラによる収支改善と廉価な戸別受信機の開発にあたらせた。
これにより経常赤字に歯止めがかかり、280MHzの電波特性に着目した茅ヶ崎市から、280MHz防災ラジオの共同開発の提案を受け、2013年には製品化された。
この防災ラジオは、2013年には千葉県鴨川市が、他にも2014年度には4自治体、2015年には5自治体が導入している。
社員は防災無線の技術者がほとんどで自治体向けの防災無線システムに特化した電気通信事業者である。
防災ラジオから屋外拡声器やデジタルサイネージなどの製品を展開している。2015年度には基幹システム強化のための投資を実施。これらは、関係が古い大井電気が受注している。防災ラジオの製造はムサシ電工が行っている。
2012年度では1億円超の当期赤字で3億4000万円の債務超過となっていたが、翌年度の2013年にはリストラ効果で会社分割以来はじめての当期黒字となり、2014年度にはMTSキャピタルが4000万円の増資を引き受けたこともあり債務超過は2億2000万円に縮小した。そして主力製品の防災ラジオ型戸別受信機が出回り始めた2015年度には債務超過は解消され、翌2016年度には3億円の資産超過に転じている。

## 沿革

### 初代
- 1986年12月16日 - 東京テレメッセージ株式会社を設立[5]
- 1987年
  - 4月2日 - 第一種電気通信事業許可[6]
  - 10月1日 - 開業[7]
- 1996年
  - 5月 - ポケベル一体型PHS開発
  - 11月 - ポケベル一体型携帯電話「デジタルミニモ D320」を発売
- 1999年
  - 5月25日 - 会社更生法の適用を申請し[8]、事実上倒産
  - 8月24日 - 会社更生手続き開始決定[9]
- 2000年5月1日 - 「東京ウェブリンク株式会社」に社名を変更
- 2001年
  - 6月7日 - 減資と増資を行い、日本テレコムの100％子会社となる
  - 6月18日 - 会社更生手続き終結決定
  - 12月4日 - 親会社の日本テレコムが鷹山（現・YOZAN）に全株式を譲渡、鷹山の完全子会社となる。同時に社名を「株式会社マジックメール」に変更。
- 2002年
  - 8月1日 - 東京通信ネットワークからPHS事業を譲受。
  - 10月1日 - 鷹山に吸収合併され、解散。

### 2代目
- 2008年10月1日 - 会社分割により東京テレメッセージ株式会社を設立
- 2011年
  - 4月1日 - 本社を上北沢に移転
  - 9月 - MTSキャピタルの完全子会社となる
- 2013年
  - 1月 - 茅ヶ崎市と共同で新型防災ラジオの開発に着手
  - 7月28日 - 本社を上北沢から新橋に移転
- 2014年
  - 3月 - 千葉県鴨川市が280MHz新型防災ラジオを導入
- 2015年
  - 1月 - NHKアイテックと280MHz無線呼出し電波を使ったデジタルサイネージの開発に着手
- 2018年
  - 12月3日 - ページャーサービスを2019年9月30日をもって終了することを発表[10]。
- 2019年
  - 9月30日 - ページャーサービスを終了。

## 通信端末
詳細はテレメッセージ内の通信端末を参照のこと。

## 旧社の宣伝活動など
主に在京キー局の番組（ローカル枠）やタウン誌（Tokyo Walkerなど）に広告を出稿していた。経営破綻後は一切広告活動を行っていないが、1998年までは首都圏の駅貼りポスターや電車内ステッカー等で宣伝していた。

### 旧社のイメージキャラクター
- 桐島かれん
- 鈴木杏樹
- 吉川ひなの
- 麻生かおり